# Løren Station
Løren Station (Løren stasjon) er en metrostation på Lørenbanen på T-banen i Oslo. Stationen åbnedes 3. april 2016 sammen med banen, der forbinder Sinsen på T-baneringen med Økern på Grorudbanen. Stationen, der er underjordisk, ligger ved Lørenveien i Lørenbyen i bydelen Grünerløkka.
Løren Station og Lørenbanen er dele af Oslopakke 3. Byggestarten var planlagt til maj 2013 med forventet færdiggørelse i begyndelsen af 2016. De samlede omkostninger for banen og station er beregnet til 1 mia. NOK. Det er beregnet, at Løren Station vil få 6.000 passagerer om dagen, hvilket vil gøre den til en af de ti mest benyttede T-banestationer i Oslo.
Allerede før anlæggelsen var endeligt vedtaget, indkom der arkitektforslag. Kristin Jarmund Arkitekter indleverede således et forslag efter opgave fra det daværende Oslo Sporveier. Forslaget rummede meget af det samme design og udformning, som arkitektfirmaet havde benyttet til Nydalen Station på T-baneringen fra 2003, der i sin tid blev nomineret til Mies van der Rohe-prisen. Løren Station endte dog med at blive til ved samarbejde mellem Arne Henriksen Arkitekter og MDH Arkitekter, der indleverede et fælles forslag til konkurrencen om den nye station i 2012.